# 達班 (卡蒂省)
13°13′18″N 8°18′38″W / 13.22167°N 8.31056°W
達班（法語：Daban），是馬里的城鎮，位於該國西部，由庫利科羅區的卡蒂省負責管轄，處於卡蒂西北面80公里，面積737平方公里，2009年人口9,435，人口密度每平方公里13人。